# بورخا منديز
بورخا منديز (بالإسبانية: Borja Mendia)‏ مواليد 10 نوفمبر 1994 في بلباو، هو لاعب كرة سلة إسباني بدأ مسيرته الاحترافية في سنة 2013 يلعب مع فريق بلباو باسكت ويحمل الرقم 10. يبلغ طوله 6 قدم 6 بوصة (2.0 م).

## إحصائيات المسيرة

### كأس أوروبا
| السنة   | الفريق      | لعب | بدأ | دقيقة | ميداني% | ثلاثية | حرة  | ارتداد | صنع | استلاب | تصدي | نقطة | أداء |
| ------- | ----------- | --- | --- | ----- | ------- | ------ | ---- | ------ | --- | ------ | ---- | ---- | ---- |
| 2015–16 | بلباو باسكت | 0   | 0   | 0.0   | .000    | .000   | .000 | .0     | .0  | .0     | .0   | .0   | .0   |

## روابط خارجية
- بورخا منديز على موقع الاتحاد الدولي لكرة السلة (الإنجليزية)
- بورخا منديز على موقع الدوري الإسباني لكرة السلة (الإسبانية)
- بورخا منديز على موقع كرة السلة الأوروبية.كوم (الإنجليزية)
- بورخا منديز على موقع ريلجم (الإنجليزية)
- بورخا منديز على موقع بروبوليرز (الإنجليزية)
- بورخا منديز على موقع سبورتس رفرنس (الإنجليزية)